# Ernest Pinard
Pour les articles homonymes, voir Pinard.
Pierre Ernest Pinard, né à Autun (Saône-et-Loire) le 10 octobre 1822, et mort à Bourg-en-Bresse (Ain) le 12 septembre 1909, est un magistrat, procureur impérial, ministre de l'Intérieur et homme politique français. Ce procureur est connu pour ses réquisitoires contre deux écrivains aujourd'hui classiques de la littérature française :  Gustave Flaubert (Madame Bovary) et Charles Baudelaire (Les Fleurs du mal).

## Biographie

### La formation
Ernest Pinard est le fils d'Henry Louis Laurent Pinard, avocat à Autun, et de Marie Françoise Guillot.
Ayant très tôt perdu son père, il est élevé par sa mère qui lui donne une solide éducation catholique. Il entre tout d'abord au petit séminaire d'Autun et effectue sa rhétorique puis il monte à Paris (1840) et entre au collège Stanislas pour y faire sa classe de philosophie.
Il suit ensuite les cours de la faculté de droit de Paris tout en allant régulièrement au Collège de France et à la Sorbonne pour y écouter des conférenciers tels que l'abbé Dupanloup. Très pieux, il se rend chaque dimanche à l'église, la cathédrale  Notre-Dame de Paris pour y écouter les prêches d'Henri Lacordaire.
Docteur en droit (1846), il s'inscrit au barreau de Paris comme avocat et commence à s'intéresser à la politique. Il soutient la Révolution de 1848 mais condamne l'agitation qui suit la fermeture des Ateliers nationaux. Conscient que l'autorité est nécessaire, il décide de quitter son métier d'avocat et d'entrer dans la magistrature. Sur les conseils de son oncle, Oscar Pinard, il choisit de devenir procureur.

### Le procureur
Il est d'abord nommé substitut du procureur de la République à Tonnerre (1849). Il y fait preuve d'une grande rigueur, notamment pendant l'épidémie de choléra qui décime la ville.
Rallié à Louis-Napoléon Bonaparte, il devient successivement substitut à Troyes (1851), substitut du procureur impérial à Reims (1852) et enfin substitut au Parquet de la Seine (1853). C'est là que ce procureur va se faire connaître pour sa participation aux grands procès littéraires du début du Second Empire.
Il attaque notamment  Gustave Flaubert  pour un roman qu'il juge licencieux : Madame Bovary. Il impute au romancier, qui utilise le style indirect libre (style novateur sans guillemets qui déroute le procureur), les pensées de son personnage, à savoir l'adultère . Le 31 janvier 1857, malgré un brillant réquisitoire d'une heure trente, il ne peut faire condamner Flaubert qui est blâmé pour « le réalisme vulgaire et souvent choquant de la peinture des caractères » mais relaxé, notamment grâce à la brillante plaidoirie durant quatre heures trente de son avocat Antoine Senard. Gustave Flaubert lui en gardera pourtant rancune toute sa vie.

À peine le procès de Flaubert est-il terminé qu'il se voit confier la tâche de requérir contre Charles Baudelaire. Celui-ci vient en effet de faire paraître Les Fleurs du mal, recueil de poèmes considérés comme « un défi jeté aux lois qui protègent la religion et la morale ». Les juges suivent son réquisitoire et condamnent Baudelaire à 300 francs d'amende et interdisent la publication de certains de ses poèmes ; ils le resteront jusqu'à ce que le jugement soit cassé en 1949 .

Il s'attaque ensuite à Eugène Sue qui fait paraître depuis plusieurs années une œuvre monumentale : Les Mystères du peuple, histoire d'une famille de prolétaires à travers les âges. Malgré la mort de Sue, le procès continue et il obtient la condamnation de l'éditeur et de l'imprimeur.
En "récompense de ses services", il est décoré de la Légion d'honneur (1858) puis promu procureur général près la cour d'appel de Douai (1861).

### Le ministre
Napoléon III, le nomme au Conseil d'État (1866) dont la principale fonction est la rédaction des projets de loi qui sont soumis à l'empereur avant discussion devant le Corps législatif. Il participe notamment à la rédaction de la loi sur la liberté de la presse qui supprime la peine d'emprisonnement et lui substitue la privation des droits électoraux et l'amende. Pinard considère que « la détention sert de piédestal au journaliste » et que « celui qui commet le délit de presse n'a que deux objectifs : se faire une situation politique ou gagner de l'argent à tout prix. La privation temporaire des droits électoraux l'arrête dans le premier cas ; l'amende, la forte amende, l'arrête dans le second ».
Se rapprochant du premier cercle de l'empereur, il est nommé, malgré son manque d'expérience politique, ministre de l'Intérieur (14 novembre 1867). Il est, en particulier, chargé de défendre devant les Chambres une nouvelle loi sur la presse à l'élaboration de laquelle il a lui-même participé.
Pendant son séjour Place Beauvau, il fait preuve d'une rigueur  outrancière. Il s'oppose à l'érection sur une place publique d'une statue de Voltaire, auteur qu'il juge impie. Il fait condamner le journaliste et pamphlétaire Henri Rochefort. Enfin, croyant à un vaste complot et craignant une émeute, il mobilise la troupe contre une manifestation commémorant la mort du député Baudin. Il démissionne le 16 décembre 1868. [réf. nécessaire].

### La disgrâce
Après avoir refusé un poste important à la Cour de cassation, il décide de faire campagne aux élections législatives de 1869 et est élu député du Nord.
Avec la guerre franco-prussienne et le désastre de Sedan, la République est proclamée mais il reste fidèle à l'Empire. Indésirable à Paris et dans sa circonscription du Nord, il retourne dans sa ville natale d'Autun. La guerre n'étant pas finie, il participe à la défense de la ville où Garibaldi, venu se mettre au service de la République, s'est installé avec son état-major.
Accusé de connivences avec l'ennemi, il est arrêté et jeté en prison. Il est libéré au bout de quelques jours, faute de preuves.
De retour à Paris, il revient en politique et participe à un comité impérialiste qui réunit d'anciens ministres et députés sous la présidence d'Eugène Rouher. Dans le même temps, il se fait élire au conseil général de Saône-et-Loire à Issy-l'Évêque et reprend son ancien métier d'avocat.
Dès le printemps 1871, il rend visite à Napoléon III exilé en Angleterre. Après la mort de l'empereur, il continuera ses visites auprès du prince impérial mais l'installation définitive de la République (1875) et la mort du jeune prince (1879) ruinent définitivement les projets des partisans du retour à l'Empire. Le 30 novembre 1875, c'est lui qui prononce l'éloge funèbre de l'industriel Eugène Schneider, fondateur de la dynastie des maîtres de forges du Creusot.
Après la mort de sa mère (1882), il abandonne toute vie publique pour se consacrer à sa famille. Ses dernières années sont endeuillées par la mort de ses proches puisque, en moins de dix ans, il perd sa sœur, sa femme, son fils, sa fille et son gendre et que c'est seul qu'il meurt dans son hôtel particulier de Bourg-en-Bresse.
Le lendemain de sa mort, le 13 septembre 1909, le journal Le Figaro évoque ce personnage dont « le nom éveille, à lui seul, le souvenir lointain, un peu confus, d'une époque de luttes politiques, de procès de presse où l'ancien et fidèle serviteur de l'Empire avait acquis un renom d'énergie redoutable, intransigeante, un peu agressive, et s'était offert aux coups, qu'il ne redoutait pas plus de donner que de recevoir. Sa vie de magistrat, d'homme d'État, fut vouée tout entière à la défense du principe d'autorité. »

### Sources et bibliographie
- Lucien ;;; (alias Luc Hopneau), Un Autunois aux idées fermes : Ernest Pinard, revue « Images de Saône-et-Loire » n° 99 (septembre 1994), pp. 23-24.
- Maurice Garçon, Plaidoyer contre la censure, Éd. Pauvert, 1963.
- Alexandr;lar, Le Procureur de l'Empire, Éd. Balland, Paris, 2001 ; réédité aux éditions de la Table ronde sous le titre : "Le Censeur de Baudelaire" (2010) avec une préface de Philippe Séguin.
- Jean-Denis Bredin, Thierry Levy, Convaincre. Dialogue sur l'éloquence, Éd. Odile Jacob, 2002.
- « Ernest Pinard », dans Adolphe Robert et Gaston Cougny, Dictionnaire des parlementaires français, Edgar Bourloton, 1889-1891 [détail de l’édition]